# Taça de Portugal de Futsal de 2012–13
A edição da Taça de Portugal de Futsal referente à época de 2012/2013 decorreu entre 5 de Outubro de 2012 - 1ª Eliminatória - e 12 de Maio de 2013, data em que se disputou a final a qual teve lugar no Pavilhão Multiusos de Guimarães, Guimaraes.

## Taça de Portugal de Futsal 2012/2013

### Final
| Final                  | Final |
| ---------------------- | ----- |
| Sporting CP – SC Braga | 7 – 1 |

### Meias-Finais
| Cascais - Sporting CP | 3 – 6 |  | Fabril Barreiro - SC Braga | 2 – 4 |

### Quartos-de-Final
| Quartos-de-Final        | Quartos-de-Final | Quartos-de-Final | Quartos-de-Final                     | Quartos-de-Final |
| ----------------------- | ---------------- | ---------------- | ------------------------------------ | ---------------- |
| Sporting CP - AD Fundão | 5 – 4 (a.p.)     |                  | Fabril Barreiro - Unidos Pinheirense | 6 – 5 (a.p.)     |
| SC Braga – SL Benfica   | 3 – 2            |                  | Cascais - AJAB Tabuaço               | 3 – 2            |

### Oitavos-de-Final
| Oitavos-de-Final              | Oitavos-de-Final   | Oitavos-de-Final | Oitavos-de-Final        | Oitavos-de-Final |
| ----------------------------- | ------------------ | ---------------- | ----------------------- | ---------------- |
| Unidos Pinheirense - Ervededo | 4 – 3              |                  | AJAB Tabuaço - Loures   | 8 – 2            |
| Boavista - Fabril Barreiro    | 3 – 4              |                  | Rio Ave - Sporting CP   | 1 – 5            |
| AD Fundão - Burinhosa         | 5 – 1              |                  | Freixieiro - SC Braga   | 6 – 7            |
| Leões Porto Salvo - Cascais   | 6 – 6 (4 – 5) g.p. |                  | Viseu 2001 - SL Benfica | 0 – 5            |

### 32 avos de final
| 32 avos de final              | 32 avos de final | 32 avos de final | 32 avos de final                 | 32 avos de final |
| ----------------------------- | ---------------- | ---------------- | -------------------------------- | ---------------- |
| Cascais - Académica           | 3 – 1            |                  | AD Fundão - Os Torpedos          | 4 – 1            |
| Sporting CP - SL Olivais      | 2 – 1            |                  | SL Benfica - Modicus             | 5 – 2            |
| Fabril Barreiro - CS São João | 6 – 4            |                  | Operário - Leões Porto Salvo     | 1 – 4            |
| Sonâmbulos - Ervededo         | 2 – 5            |                  | Póvoa Futsal - Burinhosa         | 0 – 1            |
| Loures - Piratas de Creixomil | 3 – 2 (a.p.)     |                  | Boavista - AMSAC                 | 7 – 3            |
| Rio Ave - Portela             | 3 – 2            |                  | Unidos Pinheirense - S. João Ver | 8 – 3            |
| AJAB Tabuaço - Progresso      | 7 – 4            |                  | Viseu 2001 - Lamas Futsal        | 6 – 0            |
| Quinta dos Lombos - SC Braga  | 2 – 4            |                  | Freixieiro - Desp. Aves          | 4 – 1            |

### 3ª Eliminatória
| 3ª Eliminatória           | 3ª Eliminatória    | 3ª Eliminatória | 3ª Eliminatória                      | 3ª Eliminatória |
| ------------------------- | ------------------ | --------------- | ------------------------------------ | --------------- |
| CRD Miratejo - Sonâmbulos | 1 – 3              |                 | Sassoeiros - Lamas Futsal            | 1 – 2           |
| Ervededo - Futsal Azeméis | 4 – 2              |                 | ACDSC Cabeçudense - Loures           | 5 – 6           |
| ABC Nelas - Desp. Aves    | 6 – 6 (4 – 5) g.p. |                 | AC São João Ver - Rangel             | 3 – 2           |
| Belenenses - Boavista     | 4 – 6              |                 | Eléctrico - Quinta dos Lombos        | 4 – 6           |
| AR Amarense - UPVN        | 2 – 5              |                 | Unidos Pinheirense - GDR Lameirinhas | 8 – 4           |
| Póvoa Futsal - Os Vinhais | 3 – 2              |                 | AJAB Tabuaço - Gualtar               | 8 – 5           |
| Posto Santo - Burinhosa   | 1 – 6              |                 |                                      |                 |

### 2ª Eliminatória
| 2ª Eliminatória                  | 2ª Eliminatória | 2ª Eliminatória | 2ª Eliminatória                   | 2ª Eliminatória    |
| -------------------------------- | --------------- | --------------- | --------------------------------- | ------------------ |
| Os Marienses - Eléctrico         | 3 – 5           |                 | AMSAC - Rabo Peixe                | 9 – 3              |
| ADR Mata - Póvoa Futsal          | 2 – 3           |                 | Ervededo - ACR Lordelo            | 3 – 2              |
| Boavista - Lavradas              | 6 – 2           |                 | CRECOR - Gualtar                  | 1 – 2 (a.p.)       |
| GDR Lameirinhas - AA Leça        | 6 – 2           |                 | Contacto - ACDSC Cabeçudense      | 3 – 7              |
| UPVN - Matraquilhos FC           | 4 – 3           |                 | Os Torpedos - Albufeira Futsal    | 4 – 3              |
| Caldas - Portela                 | 4 – 5           |                 | Posto Santo - Flamengos           | 6 – 1              |
| Mendiga - Quinta dos Lombos      | 2 – 7           |                 | Sonâmbulos - Praiense             | 6 – 1              |
| Os Indefectíveis - Loures        | 8 – 11          |                 | Desp. Aves - Macedense            | 7 – 5              |
| AC São João Ver - Paredes        | 4 – 1           |                 | Vila Verde - Burinhosa            | 3 – 3 (2 – 4) g.p. |
| AR Amarense - AD Quinta do Conde | 4 – 2           |                 | Gondomar FC - CS São João         | 3 – 7              |
| Sassoeiros - Fonsecas e Calçada  | 4 – 1           |                 | GCR Vermoim - ABC Nelas           | 2 – 3              |
| Piedense - Rangel                | 2 – 5           |                 | Belenenses - Achete               | 6 – 3              |
| CRD Miratejo - MTBA              | 3 – 0           |                 | Unidos Pinheirense - Sangemil     | 6 – 2              |
| Viseu 2001 - Prodeco CS Covões   | 3 – 2 (a.p.)    |                 | Futsal Azeméis - Cohaemato        | 4 – 3 (a.p.)       |
| AJAB Tabuaço - Lobitos Futsal    | 10 – 7          |                 | ACR Vale de Cambra - Lamas Futsal | 2 – 5              |

### 1ª Eliminatória
| 1ª Eliminatória                      | 1ª Eliminatória | 1ª Eliminatória | 1ª Eliminatória                             | 1ª Eliminatória    |
| ------------------------------------ | --------------- | --------------- | ------------------------------------------- | ------------------ |
| Rabo Peixe - AJ Fonte Bastardo       | 5 – 1           |                 | Alpendorada - Sangemil                      | 0 – 3              |
| Flamengos - Casa da Ribeira          | 2 – 1           |                 | São Martinho de Mouros - Unidos Pinheirense | 0 – 7              |
| S. João Ver - ACRD Rio de Moinhos    | 5 – 0           |                 | Afifense - Lavradas                         | 2 – 3 (a.p.)       |
| Ervededo - ACD «Os Apulienses»       | 6 – 4 (a.p.)    |                 | CS Ribeira Frades - Achete                  | 6 – 10             |
| Neiva - ACDSC Cabeçudense            | 1 – 5           |                 | MTBA - Fátima                               | 6 – 3              |
| Fonsecas e Calçada - U. Montemor     | 5 – 1           |                 | Prodeco CS Covões - CP Miranda Corvo        | 5 – 3              |
| Caldas - CRI Alhadense               | 5 – 2           |                 | Eléctrico - Bairro Boa Esperança            | 4 – 4 (4 – 3) g.p. |
| Os Marienses - AC Ginetes            | 1 – 0           |                 | Louletano - Sassoeiros                      | 4 – 7              |
| Praiense - CE Vila Franca do Campo   | 4 – 3           |                 | ABC Nelas - Casal Velho                     | 5 – 0              |
| Os Indefectíveis - Oficinas São José | 6 – 4           |                 | Amigos Abeira Douro - Gondomar FC           | 4 – 5              |
| Posto Santo - Capelense              | 10 – 2          |                 | GCR Vermoim - CA Mogadouro                  | 7 – 5              |
| Arsenal Parada - Futsal Azeméis      | 1 – 2 (a.p.)    |                 | Mendiga - Olho Marinho                      | 2 – 1              |
| AA Leça - Leões Valboenses           | 3 – 2           |                 | Pedra Mourinha - Sonâmbulos                 | 2 – 4              |
| CRD Miratejo - Sp. Viana             | 2 – 1           |                 | Alte - AD Quinta do Conde                   | 2 – 4              |
| ASCRD Nogueiró - ACR Lordelo         | 0 – 6           |                 | Piedense - Independentes Sines              | 8 – 3              |
| Contacto - Junqueira                 | 5 – 1           |                 | Carrazedo Montenegro - Gualtar              | 1 – 5              |
| Lamas Futsal - FC Cidade Lourosa     | 4 – 3           |                 |                                             |                    |